# 盧毓鈞
盧毓鈞（1930年5月13日—2011年5月14日），生於中華民國山東省平度縣白埠鎮，曾任中華民國內政部警政署第六任署長、中華民國刑事偵防協會理事長。是中華民國警政史上迄今唯二出身基層警員的警政署署長（另一位為前警察大學校長顏世錫）。

## 生平
盧毓鈞於1930年5月13日（農曆4月15日），出生於中華民國山東省平度縣白埠鎮。其家為當地首富，家境富饒，父親曾任大學教師。其於離開青島之際獲再三叮囑：「若有朝一日為官，段不可存非分之念，需全心替國家效勞，為百姓出力，絕不貪污，亦不治產業，切記。」盧毓鈞一生嚴命是從，為官清廉正直。
1949年，因國共內戰，盧毓鈞與一群流亡學生逃難來到臺灣，暫居臺北。為求生活，曾在臺北車站前賣豆漿、燒餅、油條為生。1950年3月考入臺灣省警察學校警員訓練班第七期，八個月後，以第六名的成績結業。實習後，外放臺北郊區鶯歌鎮，由一線一星的基層員警做起，展開其長達45年的警察生涯。從警期間不忘進修，考取中央警官學校在臺復校後第一期——正科廿二期。此後，一路晉升巡佐、派出所主管、巡官、省警務處薦任科員，歷任陽明山管理局（蔣中正總統官邸所在）警察所行政課長、警察總所行政組主任、臺北市警察局督察、臺南縣警察局副局長、臺北市南港、雙園、中山分局長、屏東縣警察局長、刑事警察局副局長、鐵路警察局長、保安警察第二總隊總隊長、刑事警察局長。
他曾至美國伊利諾大學進修，獲得刑事司法系學士學位。後獲頒該校榮譽博士。
1993年12月1日，在連戰內閣時期，李登輝總統任命其為內政部警政署長。1995年5月1日，卸任退休。自警界退休之後，致力於兩岸警方交流，擔任由其在刑事警察局長任內發起、成立的「中華民國刑事偵防協會」理事長，以民間交流的方式，到中國大陸與各級公安單位溝通、參訪，為兩岸警方合作奠定基礎。
盧毓鈞在2004年發現罹患肺腺癌，開刀治療後，於2010年復發。隔年（2011年）5月14日，病逝於臺北和信醫院，享壽82歲。

## 貢獻與評價
盧毓鈞個性剛烈，任職臺北市警局時，強勢取締妓院、賭場與非法經營的酒店，不畏外界關說與壓力，讓外界對警察形象耳目一新。在刑事警察局副局長、鐵路警察局長任內，多次公開面折警政署長羅張關於警界人事政策之決定，廣為人知；惟仍獲羅張之寬容，其主因係其盧在蔣介石士林官邸所在之陽明山管理局服務過，結識許多顯貴之故。
盧毓鈞的警察生涯中，最輝煌的時期是在刑事警察局長任內，由於有效整合中央與地方刑事警力，拔擢諸多得力幹員，如王郡、侯友宜、王卓鈞等，疊破大案，在當時被譽為「無案不破」。鑒於其聲望、操守與能力，為李登輝總統所賞識，最後擢升警政署長。
成立非官方之「中華民國刑事偵防協會」，效法著名之美國西北警察學會，為掌握犯罪情報之多元化，擴大情資蒐集範圍與強化政府與民間的合作關係，有效結合民間力量，強化警方辦案及查案之效能。其手段與智慧，與現今常聞警方採用之釣魚辦案及限人於罪的辦案方式，差異不啻天壤之別。
同時，為因應臺灣民主化與順應地方自治潮流，盧毓鈞接任警政署長後，積極與地方政府協調，謀求解決警政署與百里侯人事權上的爭議，即一條鞭制度與地方政府首長的人事任命與管理權之衝突，樹立行政中立之典範。
因兩岸無法進行官方直接對談，憑藉盧氏多年來所建立的人脈與互信，「中華民國刑事偵防協會」成為兩岸警方非正式的溝通橋樑，為臺灣逃往中國刑事罪犯的逮捕與引渡，做出極為重要的貢獻。

## 總統褒揚令
盧毓鈞逝世後，2011年6月22日馬英九總統特頒褒揚令。 內容全文:
「 內政部警政署前署長盧毓鈞，鯁亮剛毅，淳厚澹泊。少歲遭逢內戰，以流亡學生輾轉來臺，自持奮勉，淬礪展驥，爰投身警察志業。歷任派出所主管、臺北市警察局分局長暨屏東縣警察局、鐵路警察局局長、保安警察第二總隊總隊長等職，策劃掃黃肅賭專案，維護社區公序良俗，廉慎勤能，宣力桑梓。尤以接掌刑事警察局局長，迭破多起重大刑案，打擊社會不法犯罪；弘宣政府整飭決心，彰顯國家公理正義，慮周行果，鐵腕明快；除惡懲兇，實效殊宏。復於警政署署長任內，推動人事制度興革，落實家戶訪查機制；遏止選舉暴力介入，促進跨國警務交流，鋪謀運智，折衝紓籌；治化樹績，允孚輿望。榮退後，旋出任中華民國刑事偵防協會理事長，調處兩岸治安防阻，協緝人犯遣返事宜，安民勵眾，卓蜚清譽。綜其生平，振警界之聲威，成淑世之懋業，讜言英風，斗重山齊；勛猷碩望，矩範芳垂。遽聞溘然辭世，愍惜彌深，應予明令褒揚，用示政府嘉念耆賢之至意。
」